# عنقص ثنائي النقط
عنقص ثنائي النقط (الاسم العلمي: Empusa binotata) هو نوع من الحشرات يتبع جنس العنقص من الفصيلة العنقصية. تم وصف هذا النوع من الحشرات علمياً لأول مرة من قبل جان غيوم أودينت سرفيل (بالإنجليزية: Jean Guillaume Audinet Serville)‏ سنة 1839.